# Хейвуд, Розалинда
Розалинда Хедли Хейвуд (англ. Rosalind Hedley Heywood; 2 февраля 1895 — 27 июня 1980) — британский парапсихолог, экстрасенс и писательница.

## Биография
Хейвуд родилась в Гибралтаре, образование получила в Лондонском университете. В 1938 году вступила в Общество психических исследований (ОПИ). Известность получила после публикации книг «Шестое чувство» (The Sixth Sense, 1959) и «Бесконечный улей» (The Infinite Hive, 1964). Позднее стала вице-президентом ОПИ. По мнению парапсихолога Рене Хэйнс, книги Хейвуд раскрыли предмет парапсихологии тысячам читателей как внутри общества, так и за его пределами.
Считается, что Хейвуд сама имела опыт экстрасенсорного восприятия. Также предметом её книг и статей были паранормальные темы. В своей книге «Шестое чувство» Хейвуд подтверждает случаи автописьма, экстрасенсорных экспериментов, экспериментов, медиумизма и психических феноменов. Однако Имон Хефин О'Доерти в рецензии на книгу пишет, что случаи ясновидения, которые наблюдала Хейвуд у Стефана Оссовецки, не были исследованы научным образом и могут быть объяснены случайностью. Психолог Чарльз Хенсел оценивает книгу как поверхностную, некритическую, а описанные эксперименты, по его словам, не принимается всерьёз большинством парапсихологов. Хейвуд описала опыт Оссовецки, который угадал содержимое запечатанного конверта в 1933 году; Хенсел отмечает, что условия эксперимента напоминают обычный фокус. Нейрофизиолог и бихейвиорист Ральф Джерард положительно оценил книгу, но указал, что результаты экспериментов могут быть объяснены альтернативными факторами, такими как неправильное толкование или непреднамеренные сигналы, без привлечения паранормальных явлений.
В New Scientist была опубликована статья Джона Коэна, который считал, что Хейвуд был настолько доверилась результатам экспериментов с угадыванием карт, что не заметила недостатков постановки опыта. Одновременно Коэн отказывался признавать наличие у самой Хейвуд экстрасенсорных способностей.
Другом Хейвуд был Беверли Николс, который опубликовал беседу с ней в книге Powers that Be (1966).

## Избранная библиография
- Telepathy and Allied Phenomena: With a Section on Quantitative Experiments by S. G. Soal [в соавторстве с Самуэлом Соулом]  (1947)
- The Sixth Sense: An Enquiry into Extrasensory Perception (1959). (повторно издана как Beyond the Reach of Sense, 1974)
- The Infinite Hive (1964). (повторно издана как ESP: A Personal Memoir, 1972)